# Edílson Mendes Guimarães
Edílson Mendes Guimarães (Nova Esperança, 27 luglio 1986) è un ex calciatore brasiliano, di ruolo difensore.

## Caratteristiche tecniche
È una terzino destro che può giocare anche sulla fascia opposta ed occasionalmente da mediano.

## Palmarès

### Competizioni nazionali
- Coppa del Brasile: 1

Grêmio: 2016

### Competizioni internazionali
- Coppa Libertadores: 1

Grêmio: 2017